# Єпархії РПЦ

Єпархії РПЦ (на теренах Російської Федерації) на 2012 рік.

До складу Російської православної церкви входять єпархії, які прямо підпорядковуються  Російській Федерації, знаходяться у деяких країнах колишнього СРСР, Америці і Європі, самокерована з правами широкої автономії Російська православна церква в Україні (УПЦ МП), Китайська та Японська автономні православні церкви, самоврядні Молдавська, Латвійська, Естонська і Російська православна церква закордоном, екзархати в Білорусі, Західній Європі та Південно-Східної Азії, Казахстанський та Середньоазійський митрополитський округ, митрополії, а також патріарші приходи у Вірменії, Канаді, США, Фінляндії, Швеції та Норвегії.
2011 року почалася реформа єпархіального устрою Російської православної церкви, внаслідок якої в Московському патріархаті, як і в деяких інших Помісних церквах, вибудувана триступенева система організації єпархій: Патріархат — митрополія — єпархія.
«Згадані рішення Священного Синоду направлені на те, щоб керівні архієреї були ближче до приходського життя, до духовенства і народу, краще бачили і розуміли проблеми парафіяльного життя. Менший розмір єпархій повинен дозволити архіпастирю глибше використовувати приходський потенціал для розвитку єпархіального життя, включаючи підготовку духовенства, організацію місіонерської, соціальної та освітньої діяльності, вдосконалення життя монастирів, зміцнення взаємин з місцевими органами влади та громадськими організаціями. Мета цих перетворень — розвиток і зміцнення пастирської роботи, щоб проповідь Євангелія Христового сягала все більшого числа людей…», — було сказано на засіданні Священного синоду Російської православної церкви, що проходив 5—6 жовтня 2011 року.

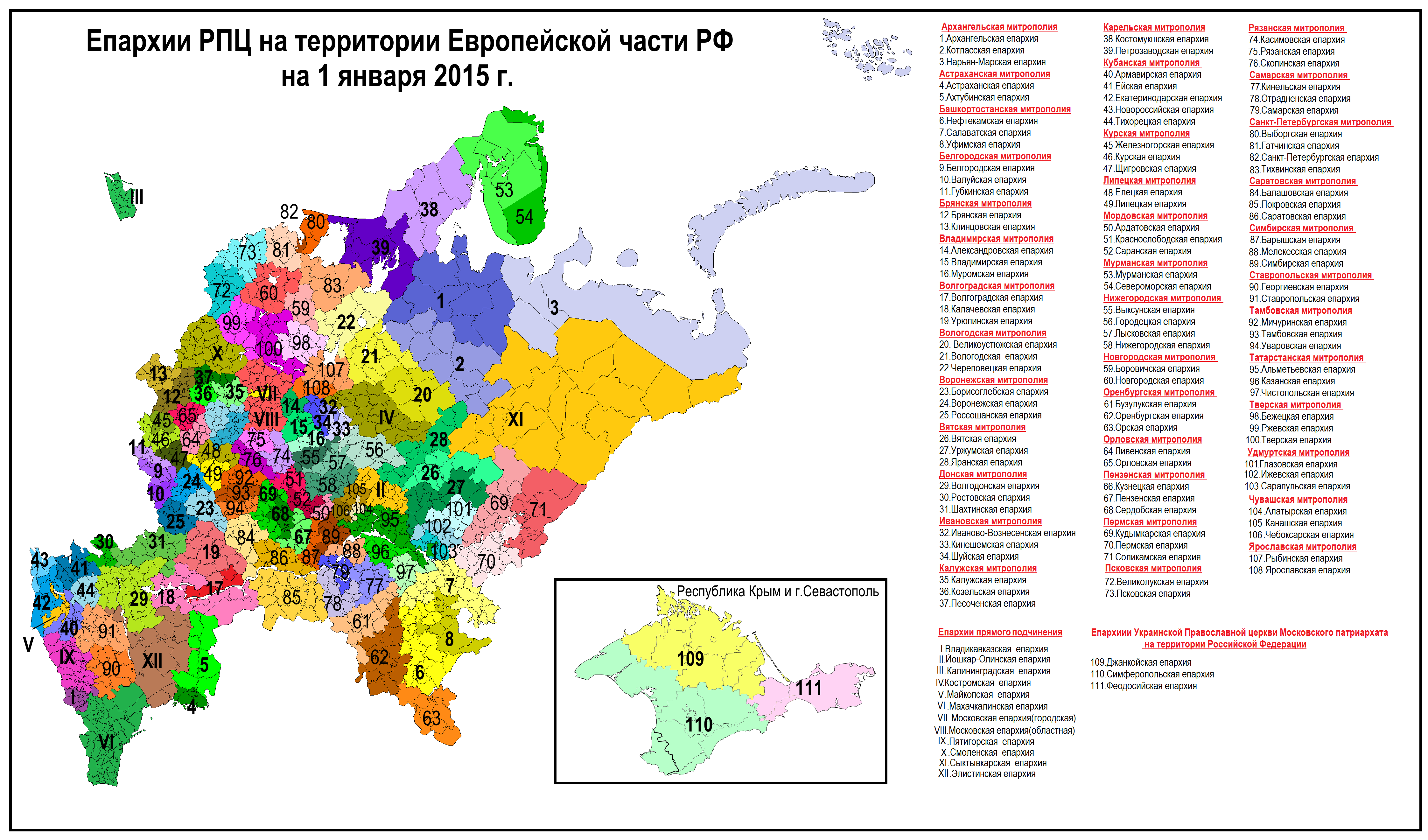
Єпархії Російської православної церкви (на мапі Європейська частина РФ; українські Автономна республіка Крим та Севастополь) на 2015 рік.
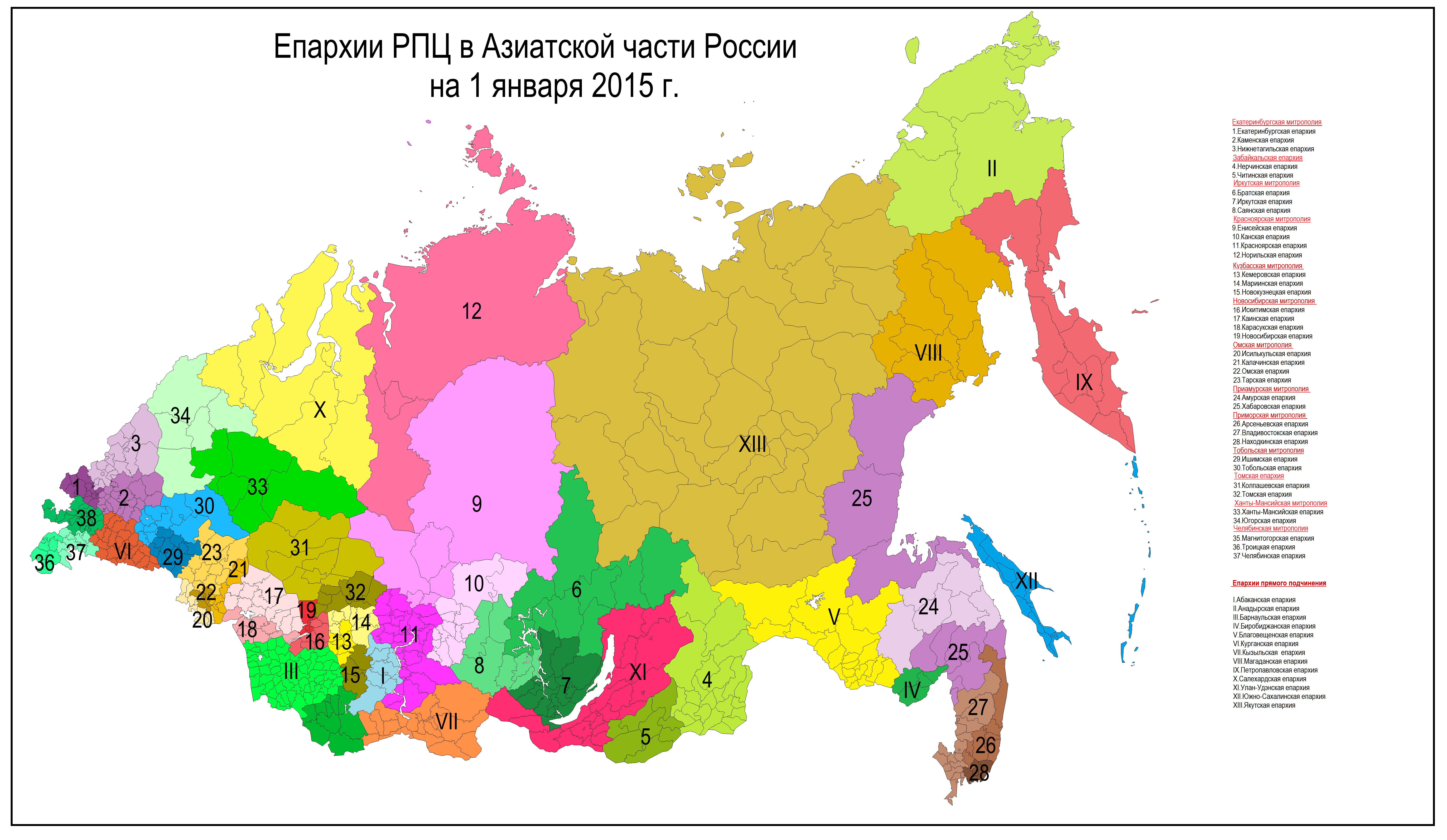
Єпархії Російської православної церкви (Азійська частина Російської Федерації) на 2015 рік.

У статті подано короткі актуальні відомості про всі єпархії РПЦ. Єпархії перераховано по регіонах, а їх знаходження є в алфавітному порядку. Структура побудована за ієрархічною залежностю від Московського патріархату: чим більше самостійності й автономії — тим далі від початку списку. Титули архієреїв збігаються з назвами очолюваних ними єпархій (вікаріатств), якщо не зазначено інше.

## РФ

### Митрополії

#### Ставропольська митрополія
Також Ставропольська митрополія включає благочиння П'ятигорської єпархії, що розташовані на території Ставропольського краю (тобто у Мінераловодському, Передгірному та Кіровському районах).

## Закордонні єпархії та парафії (Європа,Азія,Америка)

### Закордонні патріарші парафії
У список не включені Патріарші парафії у Туркменістані, що включені до складу Середньоазійського митрополитського округу; Патріарші парафії в Італії, які включені до складу Патріаршого Екзарха у Західній Європі; Патріарші парафії у Південно-Східній Азії і Патріарші парафії у Таїланді, що включені до складу Патріаршого Екзарха у Південно-Східній Азії.

## Скасовані єпархії
- Алма-Атинська і Семипалатинська єпархія (1927—1999)
- Ачинська єпархія (1934—1937)
- Баденська і Баварська єпархія (1971—1992)
- Донська і Новочеркаська єпархія (1829—1943)
- Дрогобицька та Самбірська єпархія (1946—1959)
- Дюссельдорфська єпархія (1971—1992)
- Ізмаїльська і Болградська єпархія (1945—1955)
- Коломенська єпархія (1350—1799)
- Корельська єпархія (1593—1610)
- Крутицька єпархія (1742—1788)
- Кунгурська єпархія (1924—1930)
- Молдовлахійська єпархія (1789—1821)
- Новгород-Сіверська єпархія (1785—1799)
- Переяславська єпархія (згад. 1036 — біл. 1291, 1733—1785)
- Салмаська єпархія (1912—1917)
- Сарайська єпархія (1261—1742)
- Семипалатинська і Павлодарська єпархія (1923—1955)
- Старооскільська єпархія (1929—1935)
- Тмутараканська єпархія (?-1095)
- Юр'ївська єпархія (1570-1582)

Історичні православні єпархії існували на території, яка нині є канонічною територією Грузинської православної церкви:
- Гурійсько-Мінгрельська єпархія (1885—1917);
- Імеретинська єпархія (1821—1917);
- Сухумська єпархія (1885—1918) нині єпархія Грузинської православної церкви.

Історичні православні єпархії існували на території, яка нині є канонічною територією Польської православної церкви:
- Перемишльська єпархія (XI століття — 1692; відроджена у 1983 році як єпархія Польської православної церкви)
- Холмська та Люблінська єпархія (1285—1651, 1905—1923; у 1940—1946 роках — у складі Польської православної церкви)

Історичні православні єпархії існували на території, яка нині є канонічною територією Православної церкви в Америці:
- Бруклінська єпархія (1946—947, 1963—1970)
- Нью-Йоркська і Алеутська єпархія (1870—1970)
- Сан-Франциська і Каліфорнійська єпархія (1946—1970)
- Філадельфійська і Карпаторуська єпархія (1946—1954)
- Едмонтонська і Канадська єпархія (1959—1970)

## Історичні єпархії
Історичні православні єпархії існували на території, яка Російською православною церквою (Московським патриархатом) вважається такою, що і нині є їхньою «канонічною територією»:
- Зихийська єпархія
- Абазгийська єпархія
- Никопська єпархія
- Аланська митрополія
- Матрахська єпархія
- Боспорська єпархія
- Херсонеська єпархія
- Дороська митрополія